# Acquária
Acquária é um filme brasileiro de aventura e ficção científica dirigido por Flávia Moraes e lançado pela Fox Film do Brasil em dezembro de 2003. É protagonizado pela então dupla de cantores Sandy e Junior Lima. O filme teve sucesso comercial abaixo do esperado, atraindo cerca de 900 mil espectadores. O roteiro foi recebido com críticas negativas, enquanto a produção e direção foram elogiadas e a performance do elenco recebida com críticas mistas ou positivas.

## Sinopse
O planeta Terra está devastado pela falta de água. Deserto e árido, restam neste lugar poucos seres vivos, que tiveram que se adequar ao novo bioma.
Isolados em pequenas comunidades, que vivem separadas por imensos desertos, está um grupo de pessoas que sobrevivem com a pesca e a água captada por um reservatório "ultra-moderno". Num passado não distante (cerca de 15 anos antes), este mesmo local era uma vila onde Bártok e Nara, dois importantes cientistas, trabalhavam no desenvolvimento de uma máquina que gerava água. Porém, seu plano foi abortado por um grupo de nômades mutantes que mataram o casal de cientistas e destruíram a vila, ficando nela somente o assistente do casal, Gaspar, e o filho do casal, Kim.
A vila se tornou ponto de referência entre viajantes e músicos (Bártok também construía instrumentos musicais muito bons) e, às vezes, algumas comitivas paravam por lá para descansar ou fazer trocas. Numa dessas comitivas, o pequeno Guili foi deixado por seus pais que estavam muito doentes.
Kim encontra Sarah no meio do deserto e a leva para casa. A aventura do filme acontece a partir daí.

## Elenco
| Intérprete           | Personagem |
| -------------------- | ---------- |
| Sandy Leah           | Sarah      |
| Junior Lima          | Kim        |
| Júlia Lemmertz       | Nara       |
| Alexandre Borges     | Bártok     |
| Emílio Orciollo Neto | Gaspar     |
| Daniel Ribeiro       | Ábbadon    |
| Igor Rudolf          | Guili      |
| Milton Gonçalves     | Závos      |
| Serafim Gonzalez     | Sárkis     |

## Antecedentes e produção

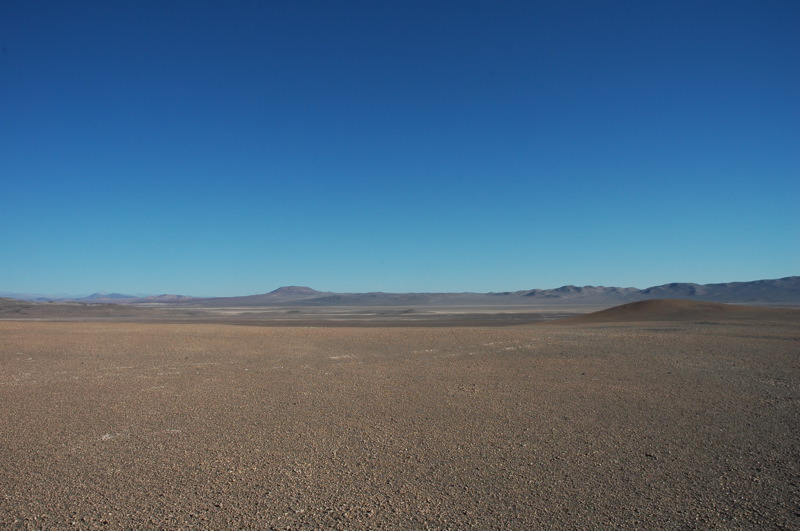
Deserto de Atacama, Chile, onde parte do projeto foi gravado.

Em 2000, a diretora Flávia Moraes dirigiu a turnê Quatro Estações, da dupla Sandy & Junior, além de produzir outros dois videoclipes dos cantores. Ali, surgiu a vontade de fazerem um filme juntos. Moraes entregou à dupla dois roteiros, um mais "romântico" e "poético" e outro mais focado na "aventura" e "animação"; os irmãos sentiram que, para que ambos pudessem se identificar, deveriam misturar o romance com aventura. Em 2002, ela entregou o roteiro de Acquária, que foi aprovado pela dupla. Moraes tem muitos prêmios de publicidade na carreira, porém, Acquária foi sua primeira produção cinematográfica.
"A gente não queria interpretar a gente mesmo. A gente não é ator. Dei o meu melhor nisso, mas nós somos cantores", disse Sandy. Além de Sandy e Junior, integram o elenco de Acquária Emilio Orciollo Netto, Igor Rudolf, Milton Gonçalves, Alexandre Borges, Julia Lemmertz, Daniel Ribeiro e Serafim Gonzalez. Moraes comentou sobre o enredo do filme:
"A gente quis inaugurar um gênero. Abrir novas possibilidades para outros gêneros. A gente bebeu muito mais em trabalhos de desenhistas de histórias em quadrinhos, como Moebius [quadrinista francês], do que em Alien, Mad Max e Matrix."
As filmagens de Acquária duraram oito semanas e ocorreram em três estúdios construídos especialmente para o filme, fora as locações no deserto de Atacama, no Chile. Foram utilizadas mais de mil toneladas de areia nos estúdios, além de muitos litros d'água e barras de gelo de dois metros de altura.
A equipe técnica era composta por 203 profissionais, que se dividiam entre cenografia, figurino, produção e marcenaria - a última devido aos cenários do filme serem feitos de madeira e a tecnologia aplicada os transformar em cenários imponentes. Aproximadamente 35% das imagens foram manipuladas digitalmente. Por exemplo, Sandy e Junior nunca foram ao deserto do Atacama, devido a compromissos da agenda de shows. As cenas dos irmãos no planeta desolado foram todas gravadas em estúdio, reproduzindo o ambiente hostil com toneladas e mais toneladas de areia. "Muitos dos efeitos especiais de Acquária estão lá para não serem percebidos", afirma Flavia.
O orçamento total da produção foi de dez milhões de reais. Sete milhões foram para a produção, e o restante para mídia e divulgação.
Sandy descreveu sua personagem Sarah como "guerreira, cheia de habilidades e misteriosa." Sandy aprendeu a manusear o bumerangue; Junior, Emilio Orciolo e Ígor Rudolf tiveram treinamento especial para interpretar seus personagens e atuar em cenários de fundo azul e fora da ordem cronológica dos fatos. Sandy e Junior se prepararam para o filme com a ajuda do preparador de elenco Sérgio Penna. Sandy comentou os treinos dizendo: "A gente fazia exercícios de correr, de respirar, de parar, de mudar ritmo de respiração,
de se pegar, de se empurrar, de se arrastar, de rolar no chão."
A cenografia e o figurino de Acquária foram feitos exclusivamente para o longa. Fator incomum no Brasil, uma vez que vários cenários são repetidos em diferentes filmes alterando detalhes. Isto permitiu diversas possibilidades à equipe que, inclusive, fez bastante uso da reciclagem na produção de Acquária, principalmente de papelão, alumínio e madeira.

## Recepção

### Crítica
| Críticas profissionais | Críticas profissionais |
| Avaliações da crítica  | Avaliações da crítica  |
| Fonte                  | Avaliação              |
| ---------------------- | ---------------------- |
| Omelete                | (mista)                |
| Cinema em Cena         | 2 de 5 estrelas.       |
| Cineplayers            | (negativa)             |
| ContraCampo            | (negativa)             |
| CinePOP                | (mista)                |
| Cineclick              | 2.5 de 5 estrelas.     |
| UOL                    | 3 de 5 estrelas.       |
| Folha de S.Paulo       | 3 de 5 estrelas.       |

A performance de Sandy e Junior, bem como do elenco como um todo, recebeu críticas geralmente positivas, assim como a produção e direção do filme. A maioria das críticas apontou como maior defeito do filme o seu roteiro; a história foi considerada "sem propósito" e "arrastada". Marcelo Hessel, do site Omelete, classificou a atuação de Junior como "boa" e disse que Sandy se saiu "muito bem no papel da bad-girl." Hessel criticou o roteiro do filme dizendo: "[...] a impressão é ótima na primeira metade de Acquaria. Acontece que a introdução se estende demais. O conflito final pela água, previsto desde o início, demora a acontecer." Pablo Villaça, do Cinema em Cena, afirmou que os irmãos "falharam" em "tentar fazer algo mais ambicioso", porém, elogiou a performance deles dizendo que "a dupla tem carisma e boa presença em cena". Villaça disse que os efeitos visuais "são apenas corretos" mas elogiou a direção de arte e sugeriu que o filme tomou influência de produções como Star Wars, O Senhor dos Anéis e Mad Max. Villaça criticou o roteiro: "[...] o fato é que Acquária é um filme sem propósito: os personagens ficam em um abrigo situado no meio do deserto e, ocasionalmente, saem para pescar ou jogar bola de gude, e só." Villaça terminou a crítica dizendo:
"Acquária não é um desastre absoluto, é verdade: como diretora, Flávia Moraes revela um bom senso estético e, com isso, o filme é belo de se olhar. Em contrapartida, isto torna seu insucesso artístico ainda mais frustrante, já que, com tantos recursos à sua disposição, este projeto poderia ter sido realmente memorável."
Para Tony Pugliese, do Cineplayers, "quase tudo na película é descartável". Pugliese disse que o filme foi um pequeno avanço em se tratando de ficção científica no Brasil, mas criticou o desenvolvimento da história, o descrevendo como "bem lento". Ele destacou alguns pontos positivos, como cenário e maquiagem. Pugliese terminou dizendo que a produção "possuía um
bom potencial", mas não "o aproveita em quase nada." Felipe Bragança, da revista de cinema ContraCampo, descreveu Acquária como "corajoso" mas, "de certa forma, covarde e cínico na forma de se apresentar ao público". Ele descreveu Sandy e Junior como "no máximo, esforçados" e resumiu sua crítica afirmando: "[...] com um roteiro funcional, uma direção esmerada em mostrar habilidades desnecessárias e uma bela fotografia de Lauro Escorel, Acquária não consegue passar de um filme banal, básico, elementar de ficção científica, que repete (sem qualquer brilho de novidade) uma meia-dúzia de clichês do gênero, não se colocando diante deles com qualquer postura de interação senão a mimese canhestra".
Renato Marafon, do CinePOP, disse que "O filme é carregado de efeitos especiais, alguns bem feitos, alguns nem tanto" e que "a história é fraca e mal estruturada; eles não se preocupam em utilizar um tema tão importante para fazer uma história complexa e ficam parados no mesmo ponto do início ao fim do filme". Marafon avaliou a atuação dos irmãos dizendo que "Sandy está ótima como uma bad girl, e consegue segurar grande parte do filme. Junior fica meio perdido em frente à câmera, mas não prejudica a película". Ele finalizou a crítica chamando Acquária de "um marco no cinema nacional. Uma produção ao estilo
Hollywoodiano coberta de efeitos especiais". O site Cineclick afirmou que Acquária "tem enredo justificável e é tecnicamente impecável". Na resenha, o roteiro foi criticado: "Faltam os conhecidos pontos de virada do paradigma de Syd Field, ou seja, aquelas famosas mudanças no rumo da história responsáveis por manter a atenção do espectador".
Nelson Hoineff, do criticos.com.br, disse que Acquária tem o "mérito de ser um dos bons filmes estrangeiros feitos no Brasil". Escrevendo para o Universo Online, o crítico de cinema Rubens Ewald Filho afirmou que "o filme apesar de [ser] bem realizado, não satisfaz o espectador". Rubens descreveu como "competente" e "precisa" a direção do filme e notou que, embora a escassez de água seja o tema central do longa, nunca chega "a ser um problema dentro do roteiro". Ele também justificou sua crítica negativa dizendo que "pouca coisa acontece" durante o filme: "Não basta ter uma direção competente e uma produção milionária, sem uma história que interesse e convença". O crítico resumiu sua resenha dizendo:
"Como na maior parte dos filmes brasileiros ou mesmo americanos, o grande problema é do roteiro. É muito louvável terem feito uma fita de ficção científica/fantasia, passada num futuro distante em vez do "arroz com feijão", que se esperava da dupla Sandy e Junior. Ou seja, este não é um típico filme caça-níqueis da Xuxa, com aqueles efeitos especiais patéticos. O dinheiro gasto está lá na tela, evidente e espantoso. Mas é muita parafernália para uma trama muito evidente (as surpresas são óbvias e anticlimáticas) e até meio frustrante (no caso da história de amor mal resolvida)."
Sandro Macedo, da Folha de S.Paulo, opinou: "Apesar das boas intenções dos protagonistas – que não fazem um produto de apelo fácil, como Xuxa e seus duendes –, o resultado final fica devendo. O elenco de apoio, que conta ainda com Milton Gonçalves, é subaproveitado. Não há conflitos ou clímax, fica tudo na ameaça".
Em outra contribuição à Folha de S.Paulo, Sérgio Dávila deu ao filme 3 de 5 estrelas e apontou defeitos e qualidades. Dávila disse que o longa tem "qualidades técnicas" e que "a obra cumpre com muito talento seu papel de representante [brasileira] no gênero de Solaris – o cenário desolado, aliás, lembra o do filme de [Andrei] Tarkovski. Assim, seria injusto classificar o filme como apenas um veículo para a dupla de irmãos e ícones pós-teen Sandy e Junior. OK, quase não há cena em que um deles não apareça, mas o seu desempenho dramático não compromete o todo." Dávila terminou afirmando: "Há problemas, claro: a diretora cai em alguns vícios da sci-fi, como o estereótipo do velho-sábio-que-fala-estranho (o Obi-Wan Kenobi aqui é Milton Gonçalves), os diálogos forçados (todo o linguajar do gênero, já ridículo em inglês, parece ficar ainda mais inverossímil em português), e o ator-mirim, que por vezes pode ser irritante. E há músicas. Mas mesmo elas não chegam a incomodar de todo. São não mais do que cinco, incluindo uma bonita versão de 'Planeta Água', de Guilherme Arantes". O Guia da Semana escreveu: "O enredo de Acquária é meio que uma mistura de Mad Max com um Waterworld ao contrário, com doses de sabedoria de Star Wars".
Em uma crônica bem humorada ao seu blog, Lola Aronovich afirmou que "Tirando as partes complicadíssimas da trama, o filme é assistível".

### Bilheteria
Em sua estreia, foi exibido em 340 salas para 148.787 pessoas, enquanto o primeiro colocado, Irmão Urso, foi exibido em 265 salas para 161.862 pessoas. Foi o oitavo filme nacional mais visto no Brasil em 2004. Segundo O Estado de S. Paulo, o filme atraiu cerca de 800 mil espectadores. A Quem citou o número de 850 mil, enquanto algumas fontes afirmam que ele tenha atingido a marca de 1 milhão e outras falam em até 1,5 milhão de espectadores.

## Prêmios e indicações
| Ano     | Prêmio                                 | Categoria         | Indicado       | Resultado |
| ------- | -------------------------------------- | ----------------- | -------------- | --------- |
| 2004—05 | Festival Fiesp/Sesi de Cinema          | Melhor Filme      | Flávia Moraes  | Indicado  |
| 2004—05 | Festival Fiesp/Sesi de Cinema          | Melhor Atriz      | Sandy Leah     | Indicado  |
| 2004—05 | Festival Fiesp/Sesi de Cinema          | Melhor Ator       | Junior Lima    | Indicado  |
| 2004—05 | Festival Fiesp/Sesi de Cinema          | Melhor Fotografia | Lauro Escorel  | Venceu    |
| 2004—05 | Festival de Cinema Fantástico do Porto | Melhor Filme      | Flávia Moraes  | Indicado  |
| 2004—05 | Prêmio Avon Color de Maquiagem         | Melhor Maquiagem  | Henrique Mello | Indicado  |

## Produtos
Em dezembro de 2003, chegaram às lojas de brinquedos do Brasil bonecas inspiradas em Sarah, personagem de Sandy. O brinquedo, que foi produzido pela Baby Brink, tem 1,05m de altura e um mecanismo que a permite andar. Também foram lançados outros produtos relacionados ao filme, como revista, livro,
álbum de figurinhas, "volta às aulas", acessórios, confecção, calçados, promoções, brinquedos, alimentos e cosméticos.
Na época, Malu Moreira, diretora de novos negócios da Imagine Action, estimava fechar ao redor de 20 contratos, que iriam resultar em cerca de 150 itens relacionados ao filme. A pretensão era de que o logo Acquária extrapolasse o filme e virasse uma "grife ecológica". A marca também não teria relação com a imagem dos irmãos, sendo independente da marca Sandy & Junior.
Acquária: O Jogo foi desenvolvido pela Green Land Studios para PC. No jogo, há a opção de escolher entre Sarah e Kim para percorrer as dez fases.